# Abra lioica
Abra lioica är en musselart som först beskrevs av Dall 1881.  Abra lioica ingår i släktet Abra och familjen Semelidae. Inga underarter finns listade i Catalogue of Life.